# Desenlace
Un desenlace es una serie de acontecimientos que siguen al clímax de una obra dramática o narrativa, y que sirve como final o conclusión de la pieza. En el desenlace, se resuelven los conflictos del personaje (o de los personajes).

## Planteamiento, nudo, y desenlace, en literatura
El desenlace es la escena final de una pieza de teatro, y donde se conoce la solución del problema. También presenta la parte final de la acción, tanto en una obra literaria, como en una epopeya, o una novela. Es el fin de la intriga, la culminación de la investigación, el resultado final de la historia. En el teatro, el desenlace es el momento en el que todas las problemáticas creadas anteriormente se aclaran y se resuelven.
La palabra desenlace literalmente significa deshacer el lazo o deshacer el nudo y nudo se llama a la parte central de una historia, donde las situaciones se complejizan, donde los obstáculos se multiplican, donde los intereses en juego son amenazados y comprometidos, donde los resortes de los intereses personales se tensan y los hilos de las intrigas se mezclan. El desenlace desenreda todos los hilos, descubre o termina por descubrir todas las problemáticas, satisface la curiosidad excitada del lector o espectador, y completa la visión general de la obra. El desenlace es la última respuesta a esa serie de asuntos y de interrogantes, que en definitiva constituyen todo el interés de una lectura o de un espectáculo.
El desenlace según los casos muestra la muerte o las desgracias del héroe principal, o bien su definitivo e indiscutido triunfo, muestra la culminación y terminación de una obra o bien la concretización de una catástrofe, muestra una virtud generosamente recompensada o bien una inocencia aún más oprimida e injustamente tratada. El desenlace es la hora de la realidad o verdad definitiva y el momento en el que todas las simpatías del lector son satisfechas o por el contrario deshechas. Sea feliz o enormemente desdichado e injusto, el desenlace simplifica los planteamientos iniciales, aportando un final y/o una solución.
En el teatro clásico, el desenlace debe responder a tres exigencias básicas:
- Debe ser necesario, vale decir, no debería ser fruto del azar, ni resultado de un deus ex machina;
- Debe ser completo, o sea, la suerte final de todos los personajes debería estar planteada;
- Debe ser rápido y simple, o sea, esta parte de la obra debería ubicarse lo más cerca posible del fin de la pieza, en definitiva, justo antes del epílogo.

Ya sea en la comedia ya sea en la tragicomedia, el desenlace es feliz, mientras que en la tragedia casi siempre es o debería ser desgraciado y catastrófico. Según Aristóteles, la poética distingue varios tipos de desenlaces: los infelices, los felices, y los mixtos, y unos y otros han sido recomendados por diferentes autores, según los géneros y las temáticas involucrados.
Los griegos pensaban que los desenlaces felices estaban reservados a la comedia, y que los desenlaces desgraciados convenían casi exclusivamente a la tragedia, y en donde los desarrollos y las fábulas allí insertas, no hacían otra cosa que asustar y espantar un poco más, o por momentos tranquilizar y distender. No obstante, varias obras-cumbre trágicas griegas, como Philoctete, Las traquinias, Ajax, Ifigenia en Áulide, etc., tienen desenlaces más bien felices, y según Aristóteles, ello así se hacía por condescendencia de los poetas hacia las debilidades de los espectadores, deseosos de terminar las tensiones de la obra con un final más reposado y con emociones más suaves, aun cuando ello se lograra traicionando el objetivo primordial de la tragedia.
Con frecuencia los desenlaces más o menos felices se lograban, tanto en el teatro como en la epopeya, por la vía de una explícita intervención de los dioses, que así desviaban los acontecimientos de su curso natural, y así sacando al poeta del embrollo en el que estaba como consecuencia del desarrollo de la acción. Es lo que se llama Deus ex machina, medio cómodo y poco complicado, sobre el cual Horacio sabiamente aconsejaba de no abusar.

## Nec deus intersit, nisi dignus vindice nodus
Es bastante común que una tragedia sea sellada con la muerte de uno de sus héroes, mientras que una comedia usualmente lo hace con un matrimonio; pero no hay que hacer de esto una regla inmutable, bajo pena de volver a ese sistema de composición bastante artificial, del que Antoine de Rivarol se burlaba afirmando que «tragédie» y «comédie» se reducían a los siguientes dos esquemas:
Para la tragedia
1.er ACTO. Se piensa que el héroe morirá.
2.º ACTO. Se confirma que el héroe no murió.
3.er ACTO. Ahora sí el héroe moriría.
4.º ACTO. Pero de momento no murió.
5.º ACTO. Ahora sí se confirma la muerte del héroe.
Para la comedia
1.er ACTO. Se piensa que los enamorados se casarán.
2.º ACTO. Se confirma que ellos no pueden casarse.
3.er ACTO. Ahora sí se casarían.
4.º ACTO. Pero de momento no pueden.
5.º ACTO. Ahora sí se concreta el casamiento.
Es esencial que el desenlace, en cualquiera de los géneros, sea acorde con la continuación de la intriga, el carácter de los personajes, y la naturaleza de la acción.
Gran importancia antes era asignada al desenlace en relación con la moralidad imperante. Era de buen tono que, para ser moral, un drama o una novela, mostraran en el desenlace, el vicio castigado y la virtud recompensada. Así era como en otros tiempos se entendía lo que era la moralidad de una obra de arte y del mensaje que transmitía.

## Tipos de desenlaces
Los distintos tipos de desenlaces son las siguientes:
- Terminantes: el problema es resuelto del todo, no hay sorpresas, y el final es tal cual como se esperaba.
- Problemáticos: el problema queda sin resolver.
- Dilemáticos: el problema ofrece varias soluciones posibles. El lector es libre para elegir la que le parezca más adecuada y verosímil, pero no queda del todo seguro de cuál es el verdadero final.
- Promisorios: sugerente, sin especificar completamente, posibles continuaciones. También puede haber más de una continuidad.
- Invertidos: el protagonista toma una actitud opuesta a la inicial, o bien el final muestra una situación inversa a la inicial.
- Sorpresivos o Desviados: el narrador en las últimas líneas cambia el posible desenlace esperado por los lectores, dejándolos sorprendidos por ese inesperado final. El desenlace no plantea lo que se esperaba, pero el conflicto es resuelto en su totalidad.
- Felices: los personajes se sienten contentos o satisfechos con las condiciones finales de la historia.
- Tristes: los personajes manifiestan malos sentimientos respecto del final, como tristeza, depresión, llanto.
- Previsibles: era lógico, por la información que el relato nos dio acerca del mundo narrado.
- Malos: es cuando el final es problemático o desastroso para los personajes (sufren, enferman, reciben daño, tienen una pérdida, o mueren).
- Abiertos: la acción se interrumpe antes de verdaderamente llegar al final; el lector no sabe cómo termina el relato y tiene que imaginárselo.
- Cerrados: la problemática es totalmente resuelta, y no se dejan "cabos sueltos".

## La transposición estructural
Como colofón al análisis hasta aquí realizado, corresponde expresar algo en relación con la flexibilidad que ofrece la estructura narrativa, para situar los elementos que de la misma en un orden distinto al habitual.
Existen diferentes formas de estructurar una historia, según lo que se detalla a continuación:
- "Ab ovo" o "Ab initio" - Es el orden cronológico o desarrollo lineal, que ciertamente es la estructura más habitual: Planteamiento – Nudo – Desenlace.

- "In medias res" - La obra comienza por un suceso intermedio dentro del desarrollo argumental, para después volver al comienzo y llegar al desenlace: caso 1 (Nudo – Planteamiento – Desenlace); caso 2 (Nudo – Desenlace – Planteamiento).

- "In extrema res" - La obra comienza por el desenlace, para luego desarrollar el resto: caso 1 (Desenlace – Planteamiento – Nudo); caso 2 (Desenlace – Nudo – Planteamiento).

Se destaca que planteamiento no es lo mismo que principio de la historia, así como nudo no es necesariamente lo que ocurre en el término medio, ni desenlace lo que ocurre al final. Una vez hecha la estructura narrativa, ciertamente podemos combinarla a nuestra conveniencia.
Con la última transposición (in extrema res), hay que tener especial cuidado, pues si se sitúa el desenlace al principio y el nudo después, el detonante será difícil de plantear, y se corre el riesgo de cometer incoherencias narrativas. Por ello, lo mejor es primero ensayar con la estructura lineal, y luego probar si alguna de estas técnicas de transposición sirven a nuestras intenciones. Lo importante no es cuán originales se puede ser, sino que la historia funcione, guste, sea entendida y apreciada.

## En finanzas
En materia de una operación financiera, el desenlace de un transacción es la culminación de un proceso por el cual, un determinado valor mueble o bien sus intereses, son efectivamente transferidos sobre la base de una determinada obligación contractual, asumida en general contra un determinado pago de dinero antes hecho efectivo o en el momento hecho efectivo.